# 야키소바

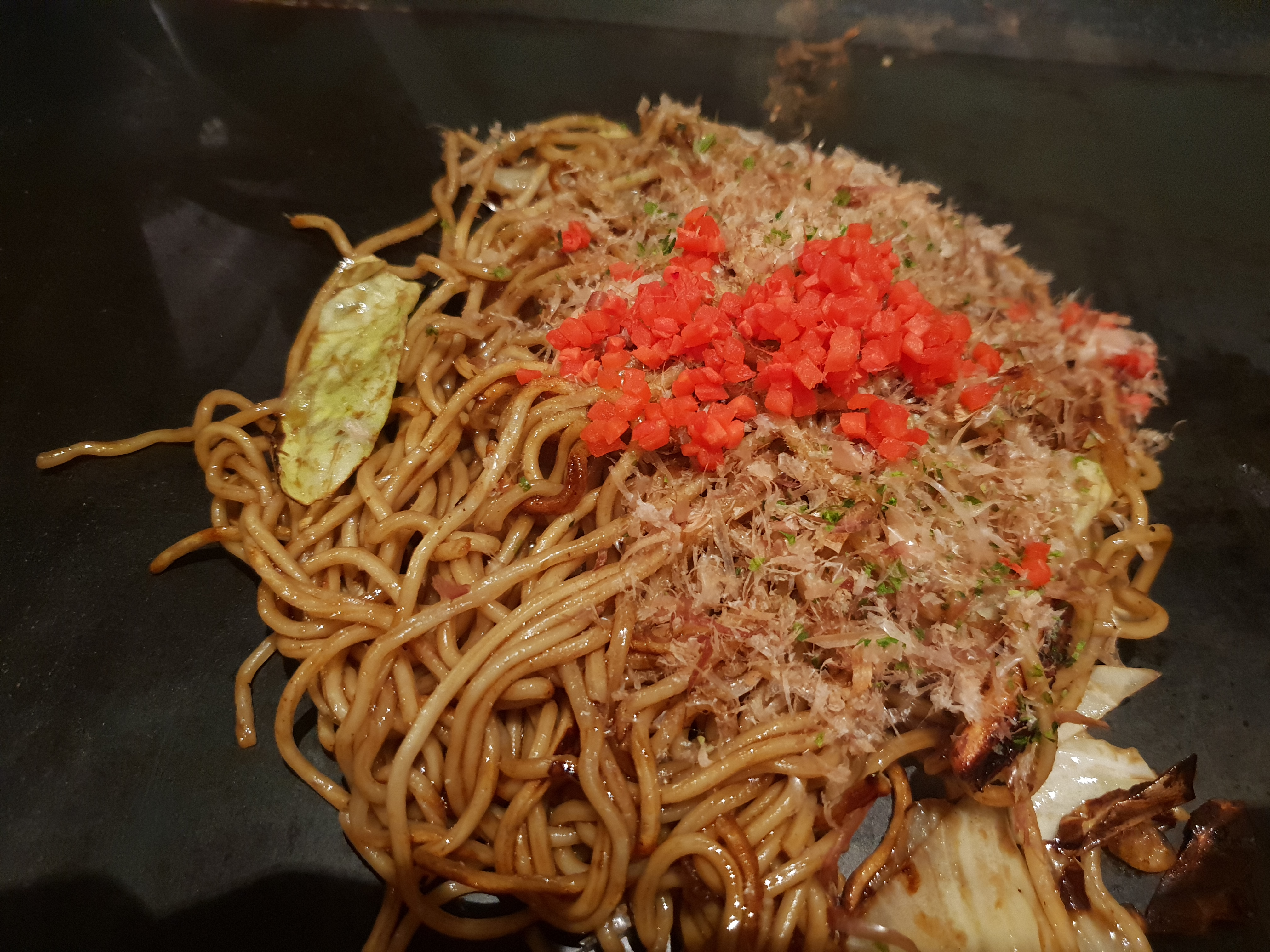
야키소바

야키소바(일본어: 焼きそば)는 삶은 국수에 채소·고기 등을 넣고 볶은 일본의 볶음국수 요리이다. 축제에서도 빠지지 않는 음식이다. 소바는 메밀로 만들지만 야끼소바의 재료로 사용하는 면은 밀가루를 재료로 하기 때문에 우동과 유사하다. 이 요리는 20세기 초에 일본의 식품 판매대에서 처음 등장하였다.
야끼소바는 일본에서 주식이나 부식으로 많이 먹으며, 핫도그빵에 야끼소바를 넣은 다음 그 위에 마요네즈와 생강절임을 고명으로 올린 야키소바빵이라는 음식도 있다. 야끼소바빵은 지역 축제나 편의점에서 쉽게 찾아볼 수 있는 음식이기도 하다. 한편으로 야끼소바면을 우동면으로 대신해 만든 야키우동이란 음식이 있는데 후쿠오카현의 기타큐슈나 고쿠라에서 많이 먹는 요리.

## 재료
야끼소바용으로 판매되는 면은 중화면을 찐 다음 풀기 쉽도록 기름 처리가 되어있는 경우가 많다. 가정용으로 판매되는 제품은 2~3인분의 개별 포장된 찐 중화면에 분말이나 액체 농축 조미료가 첨부되어 1팩으로 되어있는 것이 일반적이다. 양념은 우스터 소스, 간장, 소금, 후추, 굴소스, 토마토 케첩 등이 사용되며, 일본에서는 야끼소바용으로 맛과 농도를 조절한 야끼소바 소스도 판매한다.
면과 소스 외에 들어가는 재료로는 돼지고기 등의 육류, 양배추, 당근, 양파, 콩나물 등의 채소가 많이 사용되며, 여기에 오징어 등의 해산물이나 덴가스 (튀김 찌꺼기) 등을 쓸 수 있다. 그릇에 낼 때는 파래나 가쓰오부시를 뿌리고, 다진 베니쇼가 (생강절임)를 곁들이거나 마요네즈를 뿌리는 경우도 있다.

## 먹는 방법
일본에서는 핫도그 빵 가운데 야키소바를 넣고 베니쇼가를 넣은 후 마요네즈를 뿌려서 먹기도 한다. 이 음식은 야키소바 빵이라고 불리는데 주로 편의점에서 많이 판매된다.
야키소바를 만드는 방식으로 우동면을 넣어서 만든 중화식 볶음우동을 야키우동이라고 한다.

## 인스턴트 식품
인스턴트 야끼소바의 경우 튀긴 국수를 뜨거운 물로 불려서 첨가 소스로 간을 맞춘다. 여기서 튀긴 국수라는 것은 일반적인 야끼소바면과는 달리 인스턴트 라면과 같은 즉석 튀김면으로, 건조 보존과 면 속에 미세한 구멍을 만들어 탱탱한 국수로 되돌리기 쉽게 하기 위해 튀긴 것이다. 인스턴트 야끼소바는 일반 양념소스가 대부분이지만 소금 야끼소바나 카레 야끼소바 등의 제품도 존재한다.
크게 컵누들 (컵야끼소바)과 봉지로 된 것이 있는데 전용 용기를 지닌 덕에 조리하기 편한 컵누들 제품이 봉지로 된 제품보다 월등히 많다. 이는 컵라면과 봉지라면의 차이와 마찬가지로, 컵누들 방식은 물에 불려 양념소스를 첨가하면 되는 반면 봉지 방식은 삶은 국수를 다시 볶을 필요가 있기 때문에, 편리함이 요구되는 인스턴트 식품에 있어 오히려 시간이 더 걸리기 때문이라고 볼 수 있다. 컵누들 방식은 액체 소스가 많은 편인데 비해 봉지 방식은 분말 형태가 많다. 일본에서는 냉동식품으로 된 야끼소바도 판매되고 있다.

## 사진

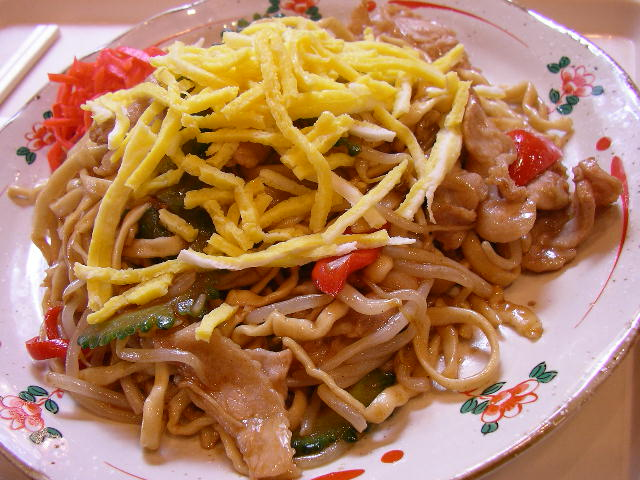
오키나와 야키소바

## 같이 보기
- 일본 요리
- 야키우동
- 야키소바빵
- 스키야키
- 돈부리